# Wild Bill Hickok
Wild Bill Hickok, soprannome di James Butler Hickok (Troy Grove, 27 maggio 1837 – Deadwood, 2 agosto 1876), è stato un pistolero statunitense.
Al pari di Buffalo Bill e Calamity Jane, è stato un personaggio realmente esistito del Far West: fu reso leggendario dalla sua fama di pistolero infallibile, dapprima dai racconti orali e dai resoconti giornalistici delle sue imprese, poi da un libro del 1871, che lo dava già morto eroicamente, e infine dal cinema e dalla televisione.

## Biografia
Dopo aver trascorso la giovinezza nelle fattorie del luogo di nascita, nel 1856 si trasferisce nelle campagne del Kansas, dove partecipa a movimenti antischiavisti, lavorando intanto come conduttore di carri da trasporto. Nel 1859 si unisce alla compagnia dei Pony Express, ma l'anno dopo un orso lo ferisce gravemente. Viene mandato a Rock Creek, una stazione di diligenze nei pressi dell'attuale Endicott (Nebraska), per trascorrere il periodo di degenza e a lavorare come stalliere. Nel 1861, quando è ancora a Rock Creek, in uno scontro a fuoco uccide Dave McCanles, capo di una banda di fuorilegge. Il racconto, probabilmente esagerato, di questo scontro dà inizio alla sua fama.

Nel corso della guerra di secessione americana, Hickok lavora ancora come conduttore di carri da trasporto e come scout ("esploratore") per l'esercito dell'Unione. Dopo la guerra è ancora scout dell'esercito e copre incarichi di U.S. Town Marshal, carica equivalente a quella di un sovrintendente degli sceriffi delle varie città dell'ovest, ancora in via di conquista. Diventa così famoso come marshal di Hays City e di Abilene, nel Kansas, dove i suoi metodi energici e la sua abilità di tiratore gli consentono di far prevalere il rispetto della legge. Nel frattempo acquisisce anche la fama di abile giocatore d'azzardo.

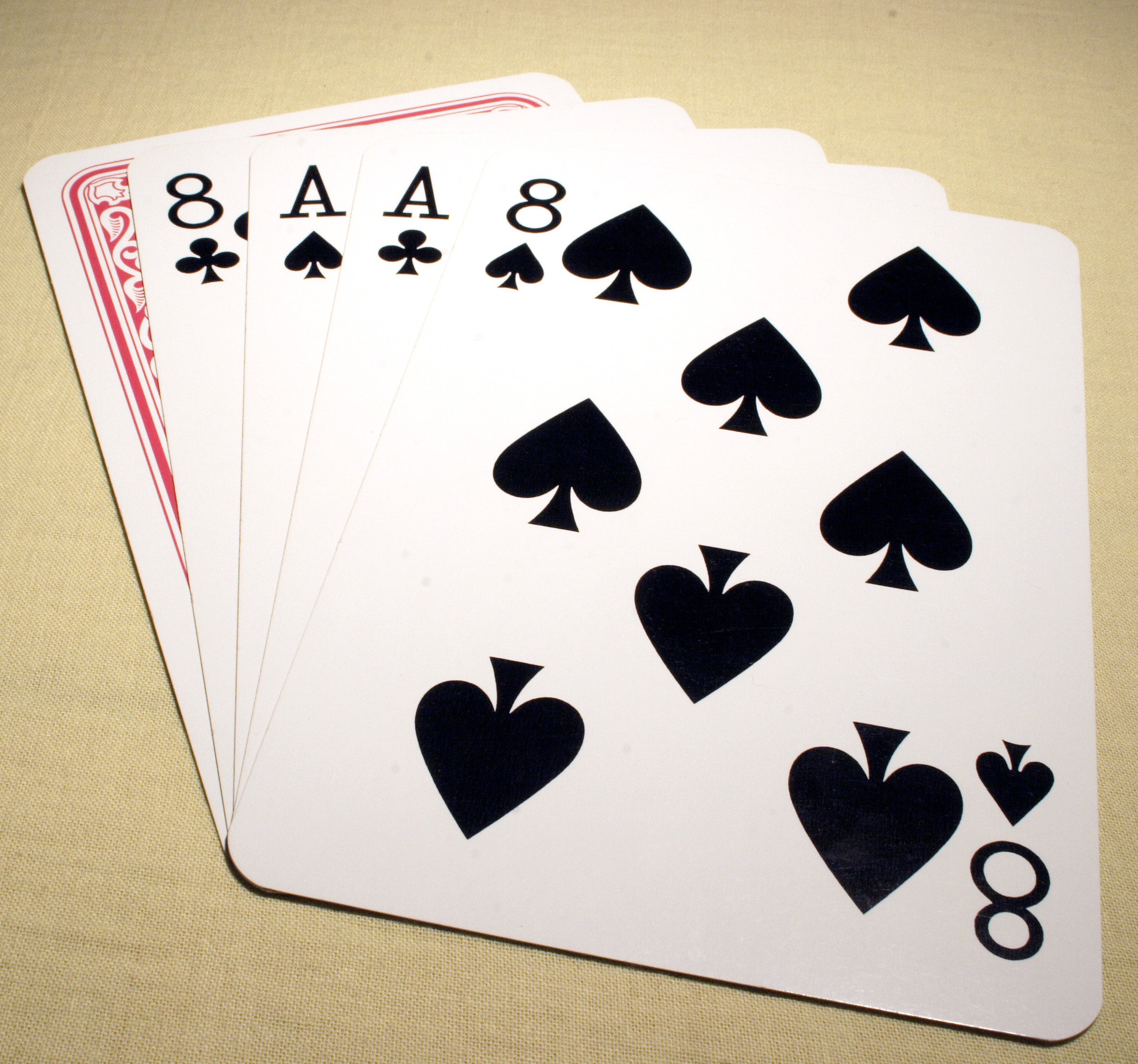
La "mano del morto"

Dal 1872 al 1874 prende parte allo spettacolo sul Selvaggio West organizzato da Buffalo Bill nello stato di New York. Nel 1876 si sposa e successivamente si reca nei campi auriferi delle Black Hills nel Territorio del Dakota, probabilmente per esercitare il gioco d'azzardo. Risiede a Deadwood dove, a quanto risulta, fa una breve conoscenza con Calamity Jane. Qui, ad un tavolo da poker del saloon Nuttal & Mann's, Hickok trova la morte, ucciso da John "Naso Rotto Jack" McCall, un avventore che al processo riferì di aver voluto vendicare la morte del fratello. Al momento della sua uccisione, Wild Bill ha in mano una coppia di otto e una di assi, di fiori e picche; questa combinazione diverrà successivamente, appunto nel suo nome, la "mano del morto". Hickok stesso, nel 1979, è entrato nel Poker Hall of Fame.
John McCall, dopo essere stato dichiarato non colpevole da una giuria non del tutto onesta, lasciò Deadwood. Fu poi riprocessato, senza applicare il principio ne bis in idem, poiché l'assassinio era stato commesso in un territorio non ancora statunitense, una riserva indiana. Il secondo processo si tenne a Yankton: McCall fu riconosciuto colpevole di omicidio premeditato. Secondo Leander P. Richardson, al processo si dimostrò che McCall fosse un assassino prezzolato e per questo fu impiccato il 1º marzo 1877.
Hickok venne sepolto nel cimitero di Mount Moriah a Deadwood, Dakota del Sud.

## Wild Bill nei media
- Tra i tanti attori che hanno interpretato questo personaggio, con un taglio opportunamente mitizzato, vi sono William S. Hart, celebre attore cowboy del cinema muto che, nel 1923, girò Wild Bill Hickok di Clifford Smith, Gary Cooper (La conquista del West di Cecil B. DeMille), Howard Keel (Non sparare, baciami!), Jeff Corey (Il piccolo grande uomo di Arthur Penn), Jeff Bridges (Wild Bill di Walter Hill) e Charles Bronson (Sfida a White Buffalo di J. Lee Thompson).
- Il personaggio è stato anche protagonista di alcune produzioni televisive statunitensi interpretato rispettivamente da Guy Madison in Wild Bill Hickok, da Keith Carradine in Deadwood e da Josh Brolin ne I ragazzi della prateria col soprannome di Piccolo Selvaggio Hickok in quanto la serie ne ricostruisce liberamente le vicende giovanili.
- La morte di Hickok è stata trattata nei numeri 593-595 di Tex, nella quale il famoso Ranger viene chiamato ad investigare sulla misteriosa morte del pistolero a Deadwood.
- La sua storia è stata ripresa anche nel fumetto Ken Parker n. 29, "Il magnifico pistolero".
- Wild Bill Hickok diventa amico di Nat Love, protagonista del romanzo Paradise Sky di Joe R. Lansdale. Nel libro ne viene narrata l'uccisione.
- Wild Bill Hickok viene anche menzionato nel film del 1999 Il miglio verde da Wharton, il detenuto psicopatico, dove viene descritto in modo dispregiativo come un "tagliaboschi".